# Maria Krug
Maria Krug, geborene Maria Bleser, Pseudonym Alinda Jacoby, (* 16. Oktober 1855 in Trier; † 15. Mai 1929 in Mainz) war eine deutsche Schriftstellerin.

## Leben
Maria Krug war die zweite Tochter des Arztes Ludwig Josef Bleser (1810–1878) und von Nanny Bleser, geb. Jacoby. Ab 1887 war sie mit dem Fabrikbesitzer Franz Karl Krug verheiratet und lebte in Mainz. Ihre Schwester war die Schriftstellerin Viktorine Endler.
Ihr umfangreiches literarisches Werk bestand hauptsächlich aus Dramen, aber auch aus Romanen, Novellen, Erzählungen und Gedichten.

## Werke
- Alinda Jacoby: Moderne Gegensätze. Roman aus dem wirklichen Leben. Paulinus Druckerei, Trier 1884. (=Novellenkranz. Hrsg. von Fr. Dasbach. Bändchen 16)
- Alinda Jacoby: Kämpfende Herzen. Erzählung. Paulinus Druckerei, Trier 1887. (=Novellenkranz. Hrsg. von Fr. Dasbach. Bändchen 26)
- Alinda Jacoby: Ida Gräfin Hahn-Hahn. Novellistisches Lebensbild. Mainz 1894.
- Alinda Jacoby: Elsbeths Leiden und Freuden. Ihren kleinen Freundinnen erzählt. Illustrationen von W. Schäfer]. Riffarth, M. Gladbach 1896. (=Bibliothek für junge Mädchen (im Alter von 12–16 Jahren). Hrsg. unter Mitwirkung bedeutender Jugendschriftsteller von Karl Ommerborn. Band 3)
- Alinda Jacoby: Haiderosen zu Ehren Marias gepflückt und gebunden. F. W. Cordier, Heiligenstadt „(Eichsfeld)“ 1896.
- Alinda Jacoby: Der Hofkoch in Verzweiflung. Historischer Schwank in einem Aufzug. Paulinus Druckerei, Trier 1908.
- Alinda Jacoby: Das Lied von St. Elisabeth, epische Dichtung der lieben Heiligen gewidmet. Franz Kircheim, Mainz 1898. Digitalisat
- Alinda Jacoby: Die geheimnisvolle Prinzessin . Schwank in einem Aufzug. Paulinus Druckerei, Trier 1908. (=Theater-Bibliothek. Bändchen 44)
- Alinda Jacoby: Samson. Drama. Druckerei Thomas, Kempen 1910.  (Theaterbibliothek. Heft 52)
- Alinda Jacoby: Gefährliche Strategie. Schwank. Paulinus Druckerei, Trier 1909. (=Theater-Bibliothek. Bändchen 47)
- Charlotte Corday. Druckerei Thomas, Kempen 1910. (=Kempener Theater-Bibliothek Heft 66)
- Alinda Jacoby: Die kleine Geigenfee. Erzählung. Benzinger, Einsiedeln, Waldshut, Köln 1911. (=Sonnenschein. Bändchen 9)
- Alinda Jacoby: Vagabundenstreich. Paulinus Druckerei, Trier 1911. (=Theater-Bibliothek. Bändchen 59)
- Alinda Jacoby: Kindesopfer. Schauspiel in drei Aufzügen. Vereinsdruckerei, Limburg a. d. Lahn 1913. (=Theater-Bibliothek. Band 109) Digitalisat
- Alinda Jacoby: Gesprengte Ketten. Dramatisches Zeitbild. Breer & Thiemann, Hamm (Westfalen) 1913.
- Alinda Jacoby: Deutschland über alles. Dramatische Bilder aus dem europäischen Kriege 1914 in zwei Aufzügen. Wulf, Warendorf i. Westf. 1914. (=Herrenbühne Nr. 107)
- Alinda Jacoby: Eine gefährliche Krankheit? Schwank in einem Aufzug. Wulf, Warendorf i. Westf. 1914. (Mädchenbühne= Nr. 11 ZDB-ID 22245108)
- Alinda Jacoby: Die Flammenzeichen rauchen. Vaterländisches Festspiel in fünf Aufzügen.  Wulf, Warendorf i. Westf. 1915.
- Alinda Jacoby: Das Geheimnis der Waldschlucht. Paulinus Druckerei, Trier 1915. (=Theater-Bibliothek. Bändchen 63)
- Alinda Jacoby: Die Hausfrau in Verlegenheit. Schwank in einem Aufzug. Wulf, Warendorf i. Westf. 1919. (Mädchenbühne= Nr. 49)
- Alinda Jacoby: Gräfin oder Kammerjungfer? Schwank in einem Aufzuge. Wulf, Warendorf i. Westf. 1924. (Mädchenbühne= Nr. 76)
- Alinda Jacoby: Resis Wetten. Lustspiel in einem Aufzug. Wulf, Warendorf i. Westf. 1924. (Mädchenbühne= Nr. 77)
- Alinda Jacoby: Der sprechende Vogel. Lustspiel in einem Aufzug. Wulf, Warendorf i. Westf. 1924. (Mädchenbühne= Nr. 79)
- Alinda Jacoby: Petronilla. Dramatische Legende in zwei Aufzügen. Wulf, Warendorf i. Westf. 1924. (Mädchenbühne Nr. 80)
- Alinda Jacoby: Barbara. Dramatisches Legendenspiel. Schöningh, Paderborn 1926. (=Theater für die weibliche Jugend, Jungfrauen- und Frauen-Vereine. Band 78)
- Alinda Jacoby: Judith. Biblisches Schauspiel. Wulf, Warendorf i. Westf. 1927. (Mädchenbühne Nr. 86)